# 吊刑

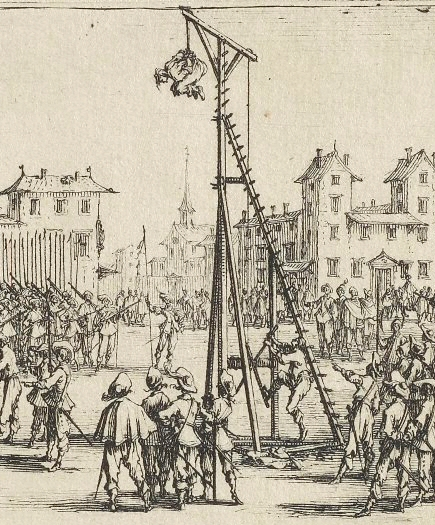
吊刑

吊刑，是一种酷刑，也称之为悬挂。在进行吊刑时，行刑者先将犯人的手腕用绳子捆住，吊到一定高度再使其下落。在下落的冲力下，犯人的双臂会被拉得脱臼，犯人可能会因此死亡。吊刑也是刑訊逼供的一种辅助手段。

## 变种
吊刑还有一些更残忍的方式。其中一种是用细绳或铁丝将犯人的双手拇指捆扎并吊起，身体的重量全部落在两个大拇指上。对于女性犯人，可能会有另一种特殊的方式：将其双手反绑，用细绳拴住乳头后，再将身体吊起，仅让其脚尖着地。

## 历史
人类最早的吊刑，出现在奴隶社会。它源于奴隶主对逃跑的奴隶。奴隶主会用钩子钩住奴隶的锁骨或琵琶骨，然后将奴隶吊挂起来。此后的几千年，吊刑一直作为一种酷刑存在于人类社会。

## 现代演变
从20世纪90年代末开始，在一些欧美国家，吊刑也被作为一种类似于宗教的仪式，称为人体悬挂。这是因为当人的肉体悬空的时候，皮肤产生的撕裂感会使人感到晕眩。所以一些人认为在这个时候，灵魂就会离神最近。而从21世纪初开始，各种人体悬挂则演变成为一种行为艺术，在世界各地掀起热潮。但这种行为因为因为较为血腥，所以自诞生以来便饱受争议。